# Улица Подзеленье
Улица Подзеленье (бывший Спасский спуск) — улица в историческом центре города Ярославля. Начинается от Почтовой улицы (возле церкви Спаса на Городу) и тянется до моста через Которосль на Даманский остров.

## История
С 1820-х годов улица назвалась Спасским спуском (более ранний вариант — Спасский взвоз) по расположенной в начале спуска церкви Спаса на Городу. Также употреблялось обиходное название — Подзелейная улица. Название связано с тем, что здесь располагалась проезжая Подзеленская (Зелейная) башня, в которой хранился порох — зелье, отсюда и её название. От ворот башни началась дорога в Ростов и Москву.
В июне 1927 года Спасский спуск переименовали в улицу Подзеленье.